# Alexandre Gonzague

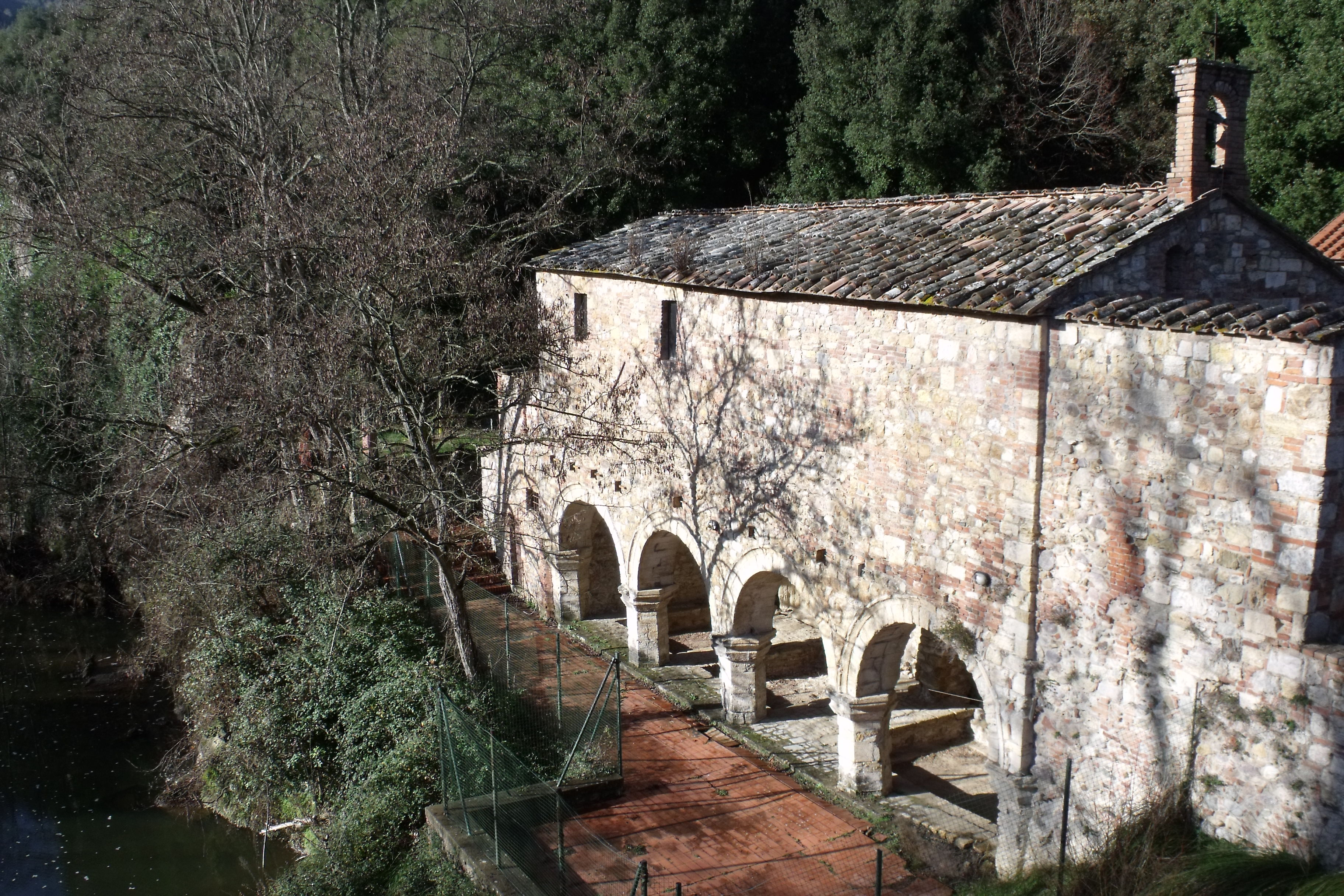
Thermes de Petriolo, fréquentés par Alexandre Gonzague, qui souffrait de rachitisme.

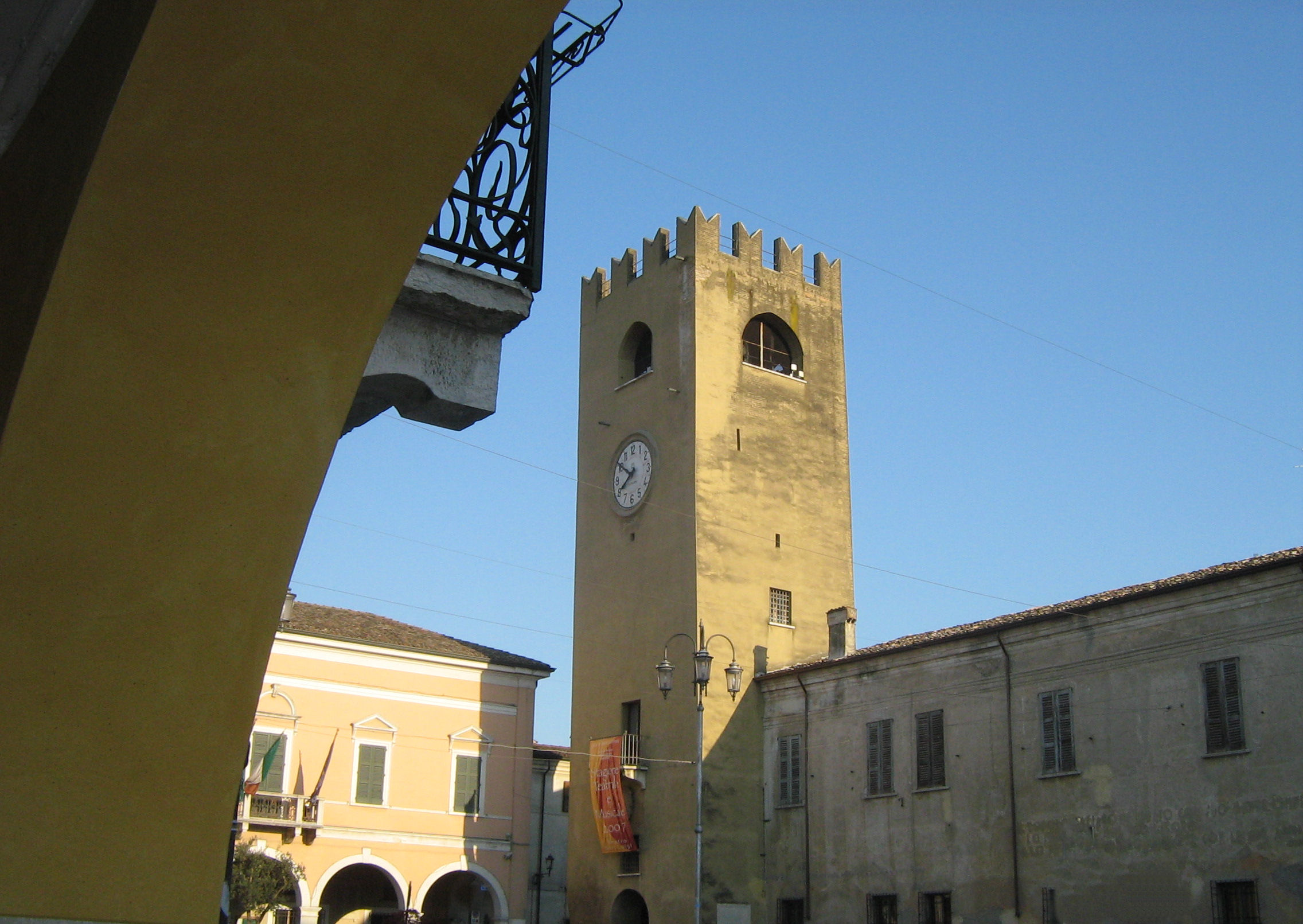
Castel Goffredo, piazza Mazzini et tour civique.

Alexandre de Castiglione ou Alexandre Gonzague (né à Mantoue le 26 août 1427 et mort dans la même ville le 16 janvier 1466), est le troisième fils de Jean-François Gonzague, marquis de Mantoue, et de Paola Malatesta (it), fille de Malatesta IV Malatesta, seigneur de Pesaro.

## Biographie
Il est éduqué à la Ca' Zoiosa (it) de Victorin de Feltre, construite par son père, et devient son disciple préféré, ce qui lui permet de devenir un lettré, féru de grec et de latin. Il est fait chevalier à l'occasion de la visite de l'empereur Sigismond à Mantoue en septembre 1433, lorsqu'il remet les insignes de marquis à son père Jean-François Gonzague, qui peut ainsi porter le titre de 1er marquis de Mantoue.
Il est très pieux et charitable envers son prochain. À la mort de son père Jean-François, en 1444, il hérite du marquisat de la ville. Alexandre hérite des terres de Castel Goffredo ainsi que de Medole, Castiglione, Ostiano, Canneto, Redondesco, Guidizzolo, Solférino, Volongo, Casalromano et Rocca di Mariana, dont il obtient l'investiture de Frédéric III le 21 mars 1451. Sous son règne, Castel Goffredo devient un fief impérial autonome et distinct de Mantoue,, mais Alexandre n'y a jamais résidé, laissant le gouvernement de la ville au vicaire. Sous son règne, il entreprend la restauration complète du château de Canneto (it), qui est achevée en 1474, huit ans après sa mort par son frère Louis II, marquis de Mantoue.
Le 5 mars 1445, il épouse Agnès de Montefeltro (it) (1431-1447), fille de Guidantonio comte d'Urbino, et de Catherine Colonna (it), sœur du cardinal Prospero Colonna, humaniste, antiquaire et mécène, nièce du pape Martin V, dont il n'a pas d'enfant.
Veuf, il se rend en pèlerinage en Terre sainte et en 1457, suivant sa vocation religieuse, il entre chez les frères de l'ordre de saint Ambroise ad Nemus à Milan, puis au couvent Saint-Nicolas de Mantoue.
De santé fragile, il meurt subitement sans héritier en janvier 1466 au couvent Saint-Nicolas et ses possessions, à l'exception du fief impérial de Castel Goffredo, passent à son frère Louis, dit « le Turc », marquis de Mantoue, pour lequel il a toujours eu une affection particulière.

### Les Statuts d'Alexandrie
Par décret du 1er juillet 1457, il établit le marché hebdomadaire du jeudi et la foire annuelle de San Luca à Castel Goffredo et en 1460, il renforce les remparts du château en construisant le ravelin. Ami et protecteur des savants, il gouverne avec prudence les terres qui lui sont attribuées et pour lesquelles il édicte le « Statut d'Alexandrie » contenant des règles administratives, restant en vigueur jusqu'en 1796.

### La chambre peinte
Son portrait présumé « au nez crochu » a été peint par Andrea Mantegna entre 1465 et 1474 dans la fresque de la « Cour » de La Chambre des Époux du château Saint-Georges de Mantoue. Alexandre apparaît à gauche, debout, conversant avec son frère Louis qui s'apprête à lire une lettre,. Le personnage controversé représenté dans le tableau pourrait, selon d'autres, être Raimondo Lupi di Soragna ou son secrétaire, Marsilio Andreasi,,,,.